# ソード・ワールドRPGシアター
「ソード・ワールドRPG 西部諸国シアター」（ソードワールドアールピージー せいぶしょこくシアター）は、『月刊ドラゴンマガジン』に1996年から1997年まで連載された、ソード・ワールドRPGの読者参加企画。および小説全3巻の題名。シアターとも略される。
執筆者は山本弘。イラストレーターは井上純弌、針玉ヒロキ、田口順子。全6話・12回（特別編1話3回を含めれば全7話・15回）が連載された。本企画をもってリプレイ以外のソード・ワールド連載は一旦終了することとなる。

## 概要
ソード・ワールドRPGシアターは、アレクラスト大陸の西部諸国を舞台に読者から送られた原案を素材として山本弘が小説を執筆するという企画である。「シアター」は映画の劇場を意味しており、「様々な映画が上映される劇場のように、バラエティに富んだストーリーが楽しめる連載」になるよう願って名づけられた。
膨大な枚数のハガキに目を通す作者への負担を軽減するため、アドベンチャーからスケールダウンしたとも言われる。しかし募集される内容が小説原案ということもあり、膨大なハガキ枚数にのぼる作品、完成した小説に近い原案が投稿されることも多く見事に目論見は外れ、優れた作品を書く常連に長文の原案を応募するものが多かったこともあり、山本が一つの原案を読むのに一日を費すといった事態も発生した。このため、途中から「一作品は登場人物、アイテム、モンスター紹介など全て込みでハガキ10枚以内に収める」というルールが急遽定められることとなった。この制限は小説の原案を作るという行為共々読者にハードルが高いと感じさせたようであり、参加者を減少させ企画が短命に終わる一因ともなった。

## 歴代採用作
原案の後の名前は投稿者。

### 雑誌掲載
第1回： 『帰ってきたドラゴン』 （原案：黒騎士）
優秀作紹介：「ファンドリアの黒い影」（原案：児玉晴雄）ほか
原題は「帰ってきた女必殺拳」。舞台はラバンの郊外の小都市バーク。初回だけに派手な話をという山本の意向で決定された。アンデッド・ナイト をキャラクターとして描く、ダークエルフでありなおかつ格闘術を使うヒロイン・アレサを登場させる、未解決の謎を残すなど凝った趣向がふんだんに取り入れられていた。原案作者の黒騎士は前企画「ソード・ワールドRPGアドベンチャー」以前からの常連であり、反戦詩人「流れる風」など音楽に関連した投稿が多かった。シリアスな作風を得意とし、グラックス関連のエピソードを独壇場とした他、本作の主人公の母を主人公とした前伝「捨てるほどの愛でもいいから」、ヒロインの一人を主人公とした「五番目のサリー」なども手がけていた。だがいつも真面目というわけではなく、「目から百万ボルトの電撃が出る」「魚の形をした焼き菓子が泳ぎだす」など1970年代フォークを題材としたと思われる呪歌を大量に投稿し、山本の笑いを取ったこともある。
傾向：後日、この物語の主人公の物語終盤での豹変について魔法のアイテムが関連していたのではないかとキャラクターが想像する読者投稿イラストがハガキ紹介ページで採用されている。なお、この回前編の1996年10月号より、「一度ボツになったアイディアを書き直して再投稿するのも可とする」というルールが追加された。「愛の力でパワーアップは禁断の技」という見解が示されたのもこの第1話前編である。
第2回：『海魔の女王』（原案：泉森浩志）
もうちょっとなのに惜しいなあ賞（次点、この賞はこの回のみ）：「烏の鳴く夜に」（原案：伊藤豪）
優秀作紹介：不詳
舞台はガルガライスのカラン村。原題は「そして、海へ還る」であるが第0話、第1話と「帰る」が続いたため山本が変更した。編集者からは「怪獣物」と評される。泉森は後述の児玉晴雄と並ぶアドベンチャー時代からの大量投稿者であるが、山本からは「数よりも面白いアイディアを選んで送ってほしい」（1995年8月号）「詰めが甘い」と評されており、本作は珍しく話がまとまっていたため、オリジナルモンスター・マローシュの能力が魅力的であった事から採用となった（1996年12月号） 。この回では暴走が過ぎて叱責を受け（1997年1月号）、続く紹介作「遥かなる大地の叫び」では「古代王国の魔獣創造施設はもう描き飽きた」とダメ出しを食らい、多数のオリジナルモンスターを創造しながら活かしきれなかったことを注意された（1997年3月号）ものの、その後タラントを扱った作品群の秀作のひとつとして投稿作「最も恐るべき狂気」が取り上げられ（1997年4月号）、続いて政治劇「あいつに泣き顔見せられない！」「我王生誕」二作の紹介を獲得（1997年8月号）し名誉を挽回した。このため政治劇での評価が高いが、「政変、大破壊ばかり描くので採用しにくい」「西部諸国の設定が変わってしまう」（JGC1997「西部諸国のつくりかた」における山本談）、「原案に当たり外れが大きかった」とも評されている。
傾向：不詳
第3回：『魅入られし者』 （原案：市川）
次点：「悪徳なんてこわくない」（原案：薄羽陽炎）
優秀作紹介:「訣別」（原案：飲山他人。この回の最優秀作ながら不採用）、「無題」（原案：風創者）、「リュクティ・アルバスノット氏の華麗なる生活」（原案：山田一也）、「夜と闇のゲーム」（原案：榊原誠）、「遥かなる大地の叫び」（原案：泉森浩志、古代王国の魔獣創造施設の流行にストップ）、「裏切りと策謀のタイデル」（原案：児玉晴雄、心優しいファラリス信者の流行にストップ）
舞台はベルダインのクォーレ村。主人公は『ソード・ワールドRPGリプレイ第2部』のPCおよび『ソード・ワールドRPGアドベンチャー』の重要人物であるリカで、両作品を繋ぐリンクに当たる。シアター第3話は1997年1月号発売の時点で、八割方「悪徳なんてこわくない」の採用が決まっていたが、その後この回が初投稿の市川の原案が到着、ぎりぎりまで競った結果わずかに完成度で勝っていた本作の採用が決定した。市川の原案はストーリーが簡潔で矛盾、説明不足の点がなく山本はこの点も賞賛していた。小説化にあたりミステリー要素が強化されている。市川は六人の採用者中唯一、ドラゴンマガジン表紙に名前がクレジットされた（1997年2月号）。
傾向：前半は新人投稿者の躍進（1997年2月号）、後半は常連の不調が顕著であった（1997年3月号）。システム面では不採用作の救済措置として単行本でのあらすじ紹介の構想が発表されている（1997年2月号）。また、大量投稿者の紹介作を契機として古代王国の魔獣創造施設、心優しいファラリス信者の流行にダメ出しがなされている（1997年3月号）。
第4回：『熱血爆風!プリンセス』 （原案：大竹雅樹）
優秀作紹介：タラント・キャレリン作品では四作がタイトル紹介。
「銀の雨降るこんな夜は…」「狂風乱撃」（原案：矢麻乃空彦）
舞台は「空に近い街」タラント。主人公はタラントの王女・キャレリン。キャレリンを描いた作品はソードワールド史上初であった。内容はキャレリンとインターネットのコミュニティでアレクラストの文明水準に関する論争の起こる要因の一つとなっている人物ジョン・ベインズを活用したもので、バリアントに近い。大竹は常連投稿者の中でも別格・異色の存在であり、イベントで対面した山本はその雄弁ぶりに驚嘆していた。第0話ですでに採用を勝ち得ていることから山本は採用を迷ったようであるが、この回投稿された児玉晴雄、泉森浩志、清水零壱（薄羽陽炎から改名）、藤村秀一ら常連の作品がキャレリンの特性を活かしきれていなかった、大人しすぎたという事情も手伝い採用となった。もっとも、投稿された原案の内容はソード・ワールドの世界観とは相当にかけ離れた、パワードスーツまでが登場する、山本曰く「ぶっ飛んだ」ものであったらしく、相当のデチューンを施した上での採用となった。
傾向： 1997年2月号でキャレリンの話をしたことから、山本はキャレリンの話が大量に投稿されることを予感していたが、予想に違わずキャレリン・ラッシュとなり、その中でも図抜けた面白さを誇った本作が採用となった。この回の現象はシンクロニシティと言われている（1997年5月号）。この回前編で一つの話は設定ハガキ含めてハガキ10枚以内という制限（「要請ではなく命令」）が付け加えられた。
第5回：『魂の絆』 （原案：矢麻乃空彦）
一発決定のため競合作なし
優秀作紹介:「五年目の約束」（原案：湖至蒼馬）、「千年の刻を超えて」（原案：倉石真緒）、「九〇億の神の御名」（原案：柚子木哲史）、「目には目、闇には闇」（原案：CHU-LU-LU）、「岩の街を救いたい!」（原案：市川）、「タイデルの嵐」（原案：児玉晴雄）、「アザミ嬢のララバイ」（原案：黒騎士）、「我王生誕」（原案：泉森浩志）
原題は「俺は生きている」。舞台はドレックノール。ずば抜けた内容によって山本のもとへの到着、読了と同時に採用が決定した（1997年7月号）。山本は「いつもは迷うが、今回は一切迷うことなく本作を選んだ」と言っており、この回は競合した作品は存在しなかった。作者に負担をかけないよう配慮した書き方になっていた原案は異色さでも飛びぬけており、9作品中山本の評価は最も高かった。山本は書くのが楽だったとコメントしている。
傾向：この回はドレックノールを舞台とした原案が多く投稿された（1997年8月号）。
第6回：『鏡の国の戦争』 （原案：かみはらひろひと）
次点:不詳
優秀作紹介：不詳
原題は「ミラー・メイズ」。舞台は新王国暦524年春のドレックノール。主人公はドレックノール盗賊ギルドの「闇の王子」ジェノア。『西部諸国ワールドガイド』掲載の設定が効果的に活かされた。ハガキ紹介ページのカットイラストには勇者ロボと思しきロボットが描かれている。この回の前編（1997年9月号）において、企画の終了が発表された。
傾向：不詳

### 単行本収録
『狂える館の復讐 〜隅の冒険者の事件簿〜』 （原案：清水零壱）
ストックからの採用。舞台は鉱山都市ゴーバ。原案作者清水は薄羽陽炎より改名。第3回に「悪徳なんてこわくない」の採用がほぼ内定していたが（1997年1月号）、その後届いた「魅入られし者」に完成度でわずかに劣ったため採用を逃す（あまりにも劇的な「サヨナラ負け」を喫する結果となったため、山本から詫びられていた）。この回ではまた本作の原案『狂える館の復讐』（改訂版）が高評価を受けている（1997年2月号）。
のち清水零壱と改名し、タラントを扱った原案が投稿作品タイトルを紹介される（1997年5月号）など高評価を受け、連載終了後の「帰ってきたドラゴン」刊行に際して本作が単行本書き下ろし作の原案として採用された。このとき、「悪徳なんてこわくない」も5分間シアター掲載を勝ち取っている。
『時の果てまでこの歌を』 （原案：照屋剛）
舞台は新王国暦522年末の「岩の街」ザーン。単行本書き下ろし。主人公はザーン盗賊ギルド長のダルシュ。内容は『サーラの冒険』シリーズの外伝に近く、本編用の文章も一部使用された。サーラVSデルという衝撃の結末に山本が驚嘆し、2005年に再開した『サーラの冒険』シリーズの結末に多大な影響を与えた。『サーラの冒険』シリーズの最終巻では、この作品の記述を積極的に本編に取り入れる描写がなされ、この作品自体も『死者の村の少女―サーラの冒険Extra』に再収録されている。
『狂える森』 （原案：児玉晴雄）
舞台はタラント南東部のポラン村。単行本書き下ろし。原案作者の児玉は「ソードワールドRPGアドベンチャー」時代からの常連 で、前述の泉森と並ぶ大量投稿者であり、連載中のハガキ紹介ページで取り上げられたほか単行本にも作品紹介の項目にその旨が記され、あとがきでも取り上げられたことがある。本企画においては「ファンドリアの黒い影」など秀作続きで作品に外れがなく、複数回作品紹介を勝ち得た、今一採用に届かず、そのうちに企画が終了し雑誌連載での採用はならなかった。紹介作「裏切りと策謀のタイデル」では「心優しいファラリス信者は食傷気味」「よほど話にひねりがないと採用できない」とダメ出しをくらう（1997年3月号）など叱責・注意も受けている。しかしそれらを差し引いても秀作続きであったため功労賞として本作の採用が決定。内容はアドベンチャーにおいて投稿、採用されたキャラクター「言葉の仲介者」ルーインを主人公としたヒッチコック調の作品。パーマンの一エピソード「動物解放区」（小学四年生1968年1月号）に全体の雰囲気が類似しており（薬の開発者が殺されている、外部の人間が主人公の手助けに介在する、頭が良くなった動物が死亡するなど展開、結末等は全くの別物である）、2000年代初頭にインターネットのコミュニティで論争となったことがある。

### ハガキ紹介ページイラスト
ハガキ紹介ページのカットイラストには針玉ヒロキの手になる、ソード・ワールドRPGアドベンチャー屈指の名キャラであるサティア・アディのイラストが毎回描かれていた。このほかグルグルリュクティと称されるデフォルメキャラも必ず描かれている。

#### 歴代イラスト
1996年7月　セーラー服姿のサティアと学生服姿のジャミル・アディ
ジャミル・アディはサティアの夫。
1996年8月　朝食を作るサティア
サティアは裸にYシャツを羽織っただけの格好である。グルグルリュクティはレイハ（ソード・ワールドRPGアドベンチャー参照）にタンバリンの撥で口をこじ開けられている。
1996年9月　海水浴中のサティアとサラサ
ビキニ姿のサティアとサティアの水着を引っ張るサラサ。サラサは浮輪使用。サラサはサティアの娘。
1996年10月　格闘家スタイルのサティアとアレサ
相棒のアレサはこの回のヒロインの一人。
1996年11月　不詳
1996年12月　魔法オバさん少女エンジェルサティア
消去部分も含めてタイトル。コスチュームは背中にアゲハチョウの羽がついたデザイン。
1997年1月　不詳
1997年2月　スポットライトを浴びて歌うサティア
紅白歌合戦が題材か。グルグルリュクティはレイハが除夜の鐘を撞く鐘撞堂の屋根の上に雪をかぶって座っている。
1997年3月　ミトンをつけて頬を染めるサティア
背景は雪の夜。グルグルリュクティは民家の軒下で雪に埋もれている。
1997年4月　 （企画休載のためなし）
1997年5月　不詳
1997年6月　不詳
1997年7月　大きな木の葉を傘にするサティア
1997年8月　法被姿のサティア
グルグルリュクティは花火を楽しんでいる。
1997年9月  浮輪に乗って海水浴を楽しむ水着姿のサティア
1997年10月　ガオガイガーに似たロボットとサティア
勇者王ガオガイガーに酷似した勇者ロボの前にサティアが立つというカット。実は一緒に描かれている黒猫の見ている夢。

### 5分間シアター
巻末には準採用作となった原案を公開する「5分間シアター」のコーナーが設けられ、一冊につき10本程度の原案が収録された。雑誌掲載時に好評を博した作品が必ずしも掲載されているとは限らないのが特徴である。

### 幻の作品
『野獣、故郷に帰る』（収録予定、原案：大竹雅樹）
舞台はベルダイン。『ソード・ワールドRPGアドベンチャー』の外伝的エピソードであり、『ソード・ワールドRPGリプレイ第2部』の最終決着編でもある。本企画の第0回として掲載されたが、アドベンチャー、シアターいずれの単行本にも収録されなかった。掲載された号の『ドラゴンマガジン』（1996年7、8、9月号）も年月の経過により入手困難となっていたが、JGC2006の「ソードワールドトークショー」において「（出版されなかったのは）リクエストが少なかったため」と山本が暴露、『サーラの冒険』に作者・読者とも集中していたため日が当たらなかった事実が判明した。のち2006年9月以降、出版の時機を逸した、将来的に何らかの形で収録するとの発言がグループSNE公式サイトでなされたが、2017年現在未だ予定に上るには至っていない。

## 作品一覧
- 『帰ってきたドラゴン』 ISBN 4-8291-4346-0
  - 『帰ってきたドラゴン』
  - 『海魔の女王』
  - 『狂える館の復讐 〜隅の冒険者の事件簿〜』 - 単行本書き下ろし。
- 『熱血爆風!プリンセス』 ISBN 4-8291-4350-9
  - 『熱血爆風!プリンセス』
  - 『魅入られし者』
  - 『時の果てまでこの歌を』 - 単行本書き下ろし。
- 『鏡の国の戦争』 - ISBN 4-8291-4351-7
  - 『鏡の国の戦争』
  - 『魂の絆』
  - 『狂える森』 - 単行本書き下ろし。
- 『野獣、故郷に帰る』（単行本未収録）